# Евпаторийская здравница
«Евпаторийская здравница» (укр. Євпаторійська здравниця) — городская общественно-политическая газета Евпатории. Учредителями издания являются Евпаторийский городской совет и администрация города Евпатория. Основана в 1969 году. Главный редактор — Наталья Сергиевич (Образцова).
Редакция расположена в Евпатории в здании дачи Волкова по адресу: пр. Ленина, 28а

## История
Редакция «Евпаторийской здравницы» ведёт отчёт деятельности издания с 1920 года. Однако выпуск современного издания связан с созданием «Евпаторийской здравницы» 1 января 1969 года. Газета была органом Евпаторийского городского комитета Коммунистической партии и Евпаторийского городского совета депутатов трудящихся. Первым редактором был назначен Михаил Трофимович Гончаров.
С 1970-х годов газета версталась на специальном полиграфическом оборудовании — линотипе.
Позже, на протяжении двадцати лет главным редактором являлся Илья Борисович Мельников. «Здравница» тогда издавалась пять раз в неделю тиражом 20 тысяч.
В июне 2006 года на сессии городского совета главным редактором была назначена Нина Борисовна Щербакова, на этой должности она пробыла до 2011 года.

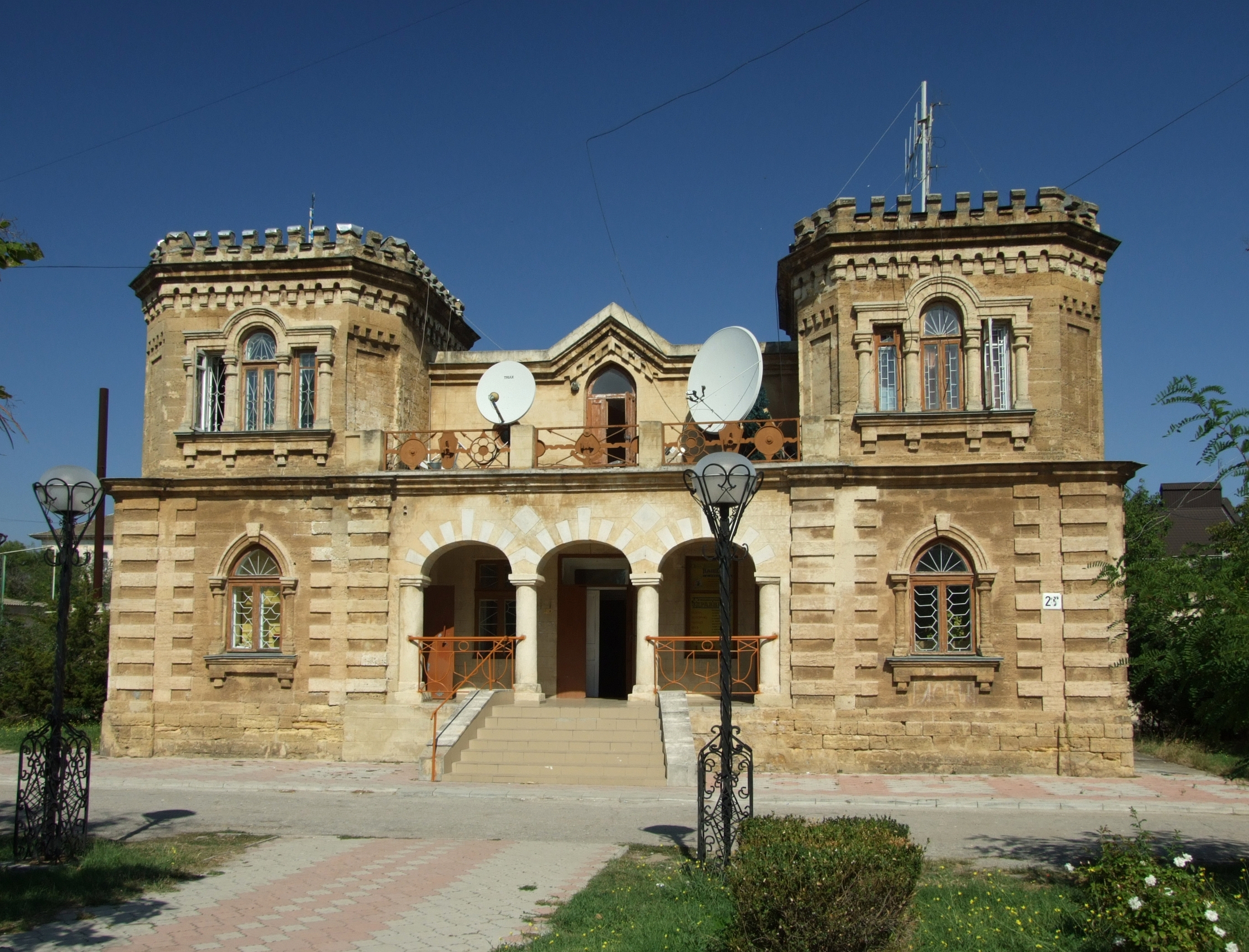
Дача Волкова является зданием редакции «Евпаторийской здравницы»

В июле 2012 года главным редактором был назначен Дмитрий Онищук, ранее являвшимся директором КП «Евпаторийская здравница».
Решением горсовета в июле 2014 года из состава редколлегии был исключён Дмитрий Онищук. В то же время, в её состав были включены Сергей Кутнев (секретарь горсовета), Валентин Щербинин (заведующий отделом курорта газеты) и Алла Тараторина (заведующая отделом редакции). 11 августа 2014 года директором КП «Евпаторийская здравница» была назначена Елена Порошина. В ноябре 2014 года руководителем редакционной политикой газеты была назначена Алла Никитюк (псевдоним Анна Преображенская). В декабре 2014 года в состав редколлегии были включены депутаты горсовета Сергей Кутнев, Эммилия Леонова и Константин Щукин, а от редакции издания — Алла Никитюк, Валентин Щербинин и Екатерина Врублевская.
В январе 2015 года сайт издания подвергся хакерской атаке. В течение первого полугодия 2015 года газета не выходила из-за отсутствия соответствующих документов от Роскомнадзора.
10 марта 2016 года был избит журналист издания Сергей Овсянников, а спустя год был сожжён его личный автомобиль.
С апреля 2016 года на евпаторийском телевидении выходит программа «Евпаторийской здравницы» под названием «Пока верстается номер», которую ведёт главный редактор издания Наталья Образцова.
В 2016 году в Евпатории выходило две газеты с названием «Евпаторийская здравница». Одно издание выходило как муниципальное, а другое как частное, в редколлегию которой входил депутат горсовета от КПРФ Вадим Могилко. По словам учредителя второй газеты Ирины Окселенко это было сделано ради «сохранения газеты для евпаториейцев».
В январе 2017 года бюджет издания составил 5 млн рублей, что на 200 тысяч больше чем в 2016 году. С июля 2017 года газета стала выходить один раз неделю. В октябре 2017 года в здании «здравницы» была открыта мемориальная доска в память о главном редакторе газеты Илье Мельникове.

## Позиция и скандалы
Представитель президента Украины в Крыму Геннадий Москаль в 2006 году обвинял редакцию газеты в антицерковной и антиукраинской деятельности.
Весной 2011 года журналисты «Евпаторийки» обвинили городского голову Евпатории Андрея Даниленко в «рейдерском захвате» своего издания. «Рейдерским захватом», по их мнению, являлось создание Евпаторийским городским советом коммунального предприятия с таким же названием и таким же адресом как у «Евпаторийской здравницы». Журналисты также заявили о противоречащем уставу, соответствующего обращения главного редактора газеты Щербаковой к городскому голове. Это связано с тем, что вопросы связанные с реорганизацией газеты находятся в компетенции трудового коллектива «Евпаторийской здравницы». Работники издания также подчеркнули, что в 2011 году доля участия городского совета в бюджете газеты составила лишь 5 %.
Журналист и депутат евпаторийского горсовета от фракции Партии регионов Марк Агатов связал данные действия с чёрным пиаром и созданием образа врага «оранжевыми оппонентами».
На сессии городского совета Евпатории 29 апреля 2011 года было принято решение о создание нового издания. Спустя две недели, 19 мая, на выборах главного редактора газеты 2/3 коллектива был выбран Виктор Шелест. После чего, 23 мая, поступило сообщение о захвате помещения «Евпаторийской здравницы» рядом депутатов евпаторийского горсовета и правоохранительными органами. В итоге горсовет вышел из числа соучредителей издания. Директором нового коммунального предприятия был назначен Александр Джулай.
Летом 2011 года Александр Джулай раскритиковал политику премьер-министра Крыма Василия Джарты.
Во время событий в связанных с аннексией Крыма Россией издание критиковалось за проукраинскую позицию. 10 марта 2014 года по собственному желанию сложил свои обязанности директор КП «Евпаторийская здравница» Дмитрий Онищук. На следующий день группа активистов «Русского единства» не согласных с редакционной политикой издания вошла в здание «Евпаторийки» с требованием увольнения Онищука. На депутатской комиссии 14 мая рассматривалось письмо инициативной группы направленный против Дмитрия Онищука и и.о. редактора Виктора Шелеста. Председатель комиссии Владимир Заскока назвал данное письмо «форменным доносом в стиле 37-го года».
Спустя три дня, после назначения главным редактором Порошиной, ею был отстранён от работы Виктор Шелест за отказ снять статью депутата Владимира Заскоки «Обыкновенный саботаж», в которой речь шла о коррупции в здравоохранении.
В октябре 2015 года Анна Никитюк обвинила депутатов горсовета Константина Щукина и Сергея Кутнева во вмешательстве в редакционную политику. Позже Никитюк написала заявление о увольнении в связи «с несогласием с политикой городского руководства по навязыванию цензуры, запрета любой критики в их адрес на страницах муниципальной „здравницы“ и беззакония, допущенного в отношении меня». Саму Никитюк также обвиняли в различных финансовых нарушениях.

## Награды
В 2000 году издание стало лауреатом международного рейтинга популярности и качества «Золотая фортуна», а в 2004 году главред Илья Мельников был удостоен почётного звания Заслуженный журналист Автономной Республики Крым.
Постановлением Совета министров АРК от 8 апреля 2011 года коллектив здравницы был занесён на республиканскую доску почёту.